# Tiếng Seediq
Tiếng Seediq (phát âm [seˈedæq]) là một ngôn ngữ Atayal ở vùng núi miền bắc Đài Loan, là ngôn ngữ của người Seediq và người Trucku.

## Âm vị học
Tiếng Seediq có 19 âm vị phụ âm và 4 âm vị nguyên âm. Trong số này, có hai âm xát ngạc mềm (một vô thanh một hữu thanh), và một âm tắc lưỡi gà. Trong loạt âm tắc môi và chân răng có sự phân biệt vô thanh/hữu thanh; còn trong loạt âm tắc ngạc mềm và lưỡi gà chỉ có âm vô thanh. Âm tắc xát chân răng vô thanh có địa vị âm vị không vững chắc, có mặt chỉ trong một số thán từ (như teʼcu! "ôi rối bời!"), từ mượn và từ được gắn tiền tố danh động từ (gerund) hóa cese- (Tsukida 2005: 292, 297).
|           | Môi       | Môi      | Chân răng | Chân răng | Vòm       | Vòm      | Ngạc mềm  | Ngạc mềm | Lưỡi gà | Thanh hầu |
| vô thanh  | hữu thanh | vô thanh | hữu thanh | vô thanh  | hữu thanh | vô thanh | hữu thanh |          | Lưỡi gà | Thanh hầu |
| --------- | --------- | -------- | --------- | --------- | --------- | -------- | --------- | -------- | ------- | --------- |
| Tắc       | p [p]     | b [b]    | t [t]     | d [d]     |           | (j [ɟ])  | k [k]     |          | q [q]   | ʼ [ʔ]     |
| Xát       |           |          | s [s]     |           |           |          | x [x]     | g [ɣ]    |         | h [h]     |
| Tắc xát   |           |          | (c [ts])  |           |           |          |           |          |         |           |
| Cạnh lưỡi |           |          |           | l [l]     |           |          |           |          |         |           |
| Mũi       |           | m [m]    |           | n [n]     |           |          |           | ng [ŋ]   |         |           |
| Vỗ        |           |          |           | r [ɾ]     |           |          |           |          |         |           |
| Lướt      |           |          |           |           |           | y [j]    |           | w [w]    |         |           |

Kí tự c và j lần lượt thể tha âm vòm của t và d sau i và y.
Hệ thống nguyên âm như sau:
|      | Trước | Giữa  | Sau   |
| ---- | ----- | ----- | ----- |
| Đóng | i [i] |       | u [u] |
| Vừa  |       | e [ə] |       |
| Mở   | a [a] |       |       |

Tiếng Seediq có ba nguyên âm đôi, là ay [ai̯], aw [au̯] và uy [ui̯].

## Hình thái học
Giống những ngôn ngữ Nam Đảo khác, tiếng Seediq dùng láy âm để thể hiện chức năng ngữ pháp, như tạo số nhiều. Ví dụ:
- qehuni "cây" → qe-qehuni "những cái cây" (láy Cə-)
- seʼdiq "người" → sede-seʼdiq "con người" (láy CəCə-)[4]

Cùng với láy âm, còn có nhiều tiền tố và hậu tố làm biến đổi nghĩa của từ trong quá trình phát sinh từ hay biến tố.